# FC Tallinn
FC Tallinn is een voetbalclub uit Estland, opgericht in 2017. De clubkleuren zijn zwart en wit. In 2022 werd de club kampioen van de Esiliiga B.

## Geschiedenis
Nadat FC Infonet en FC Levadia Tallinn een fusie aangingen bleef er geen voetbalclub over in het district Lasnamäe, dat onderdeel is van de hoofdstad Tallinn. Zodoende is deze nieuwe club opgericht. De club mocht beginnen op het zesde niveau van Estland. Hier werd gelijk promotie behaald aan de hand van een tweede plaats. In 2019 kwam de club terecht op het vijfde niveau, waar wederom direct promotie werd behaald. Ditmaal ging dat gepaard met het kampioenschap. In 2020 was de club actief op het vierde niveau, de II liiga. Nogmaals werd er direct promotie behaald. In 2021 en 2022 was de club voor het eerst actief in de Esiliiga B. In 2021 werd een vierde plaats bemachtigd. In 2022 was het wederom raak: promotie. De club stootte door naar de Esiliiga, het tweede niveau. Deze promotie werd behaald in combinatie met het kampioenschap. Dat kampioenschap werd gehaald door middel van een goal in de laatste seconde van de wedstrijd tegen JK Tabasalu. Tevens de laatste wedstrijd van het seizoen.
Het onder-21 team van de club komt uit in de lagere amateurdivisies van Estland.

## Erelijst
Esiliiga B
2022 (1)
III liiga
2019 (1)

## Eindklasseringen vanaf 2018
| 2 |

| 1 |

| 2 |

| 4 |

| 1 |

| 6 |

| 5 |

| Esiliiga | Esiliiga B | III liiga | Niveau 5/6 |